# Вільям Морріс Девіс
Ві́льям Мо́рріс Де́віс (англ. William Morris Davis; 1850—1934) — американський геолог, геоморфолог та метеоролог, головним науковим досягненням якого було створення вчення про розвиток рельєфу та його еволюцію.
У формуванні рельєфу виділив цикли: водно-ерозійний, льодовиковий, морський, еоловий. Ввів термін пенеплен (майже рівнина). Висунув теорію що вирівнювання рельєфу відбувається збоку. Помилковим в теорії є припущення що земна кора впродовж циклу перебуває в спокої.

## Доробок
- «Geographic methods in geologic investigations», National Geographic Magazine 1: pp. 11-26 (1888)
- «The Rivers and Valleys of Pennsylvania», National Geographic Magazine 1: pp. 183—253 (1889)
- «The geographical cycle», Geographical Journal, vol. 14, pp. 481—504 (1899)
- «The Physical Geography of the Lands», Popular Science Monthly 2: pp. 157—170 (1900)